# 上北津留村
上北津留村（かみきたづるむら）は、大分県北海部郡にあった村。現在の臼杵市の一部にあたる。

## 地理
臼杵湾に流入する末広川と、支流・中ノ川川の流域に位置していた。

## 歴史
- 1889年（明治22年）4月1日、町村制の施行により、北海部郡末広村、田尻村、岳谷村が合併して村制施行し、上北津留村が発足[1][2]。旧村名を継承した末広、田尻、岳谷の3大字を編成[2]。
- 1954年（昭和29年）3月31日、臼杵市に編入され廃止[1][2]。

## 産業
- 農業